# Madagascar en los Juegos Olímpicos de Pekín 2022
Madagascar estuvo representado en los Juegos Olímpicos de Pekín 2022 por dos deportistas, un hombre y una mujer, que compitieron en esquí alpino.
Los portadores de la bandera en la ceremonia de apertura fueron los esquiadores alpinos Mathieu Neumuller y Mialitiana Clerc. El equipo olímpico malgache no obtuvo ninguna medalla en estos Juegos.